# Synagoge (Ober-Seemen)

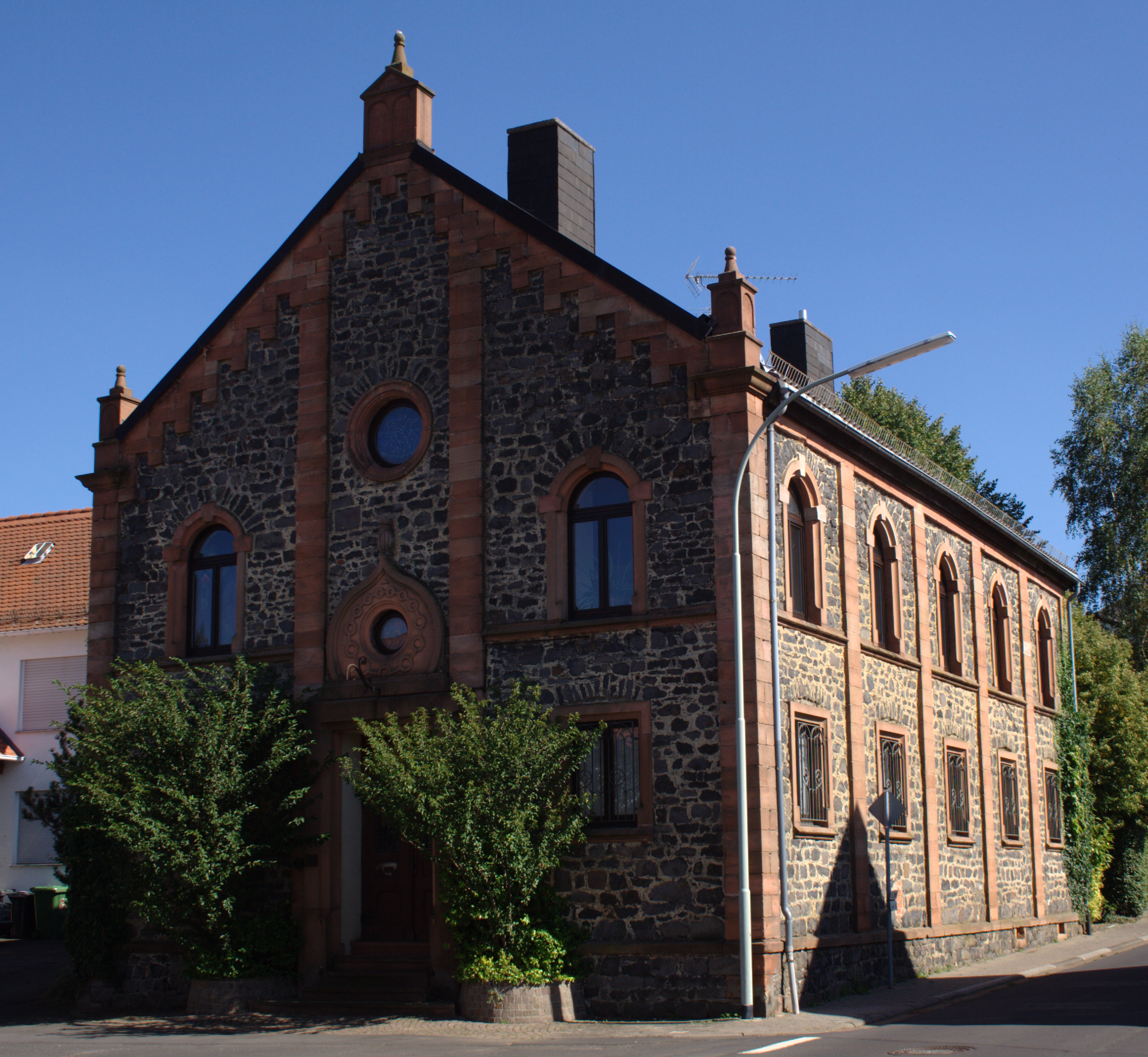
Synagoge in Ober-Seemen

Die Synagoge in Ober-Seemen, einem Stadtteil von Gedern im Wetteraukreis in Hessen, wurde 1900/01 errichtet. Die profanierte Synagoge an der Mittelseemer Straße 4–6 ist ein geschütztes Kulturdenkmal.

## Geschichte
Die alte Synagoge der jüdischen Gemeinde in Ober-Seemen war durch das Anwachsen der Mitgliederzahl in den 1880er-Jahren zu klein geworden. Es fehlte jedoch das Geld für einen Neubau; erst nachdem Leopold Zimmermann aus New York einen Betrag von 20.000 Mark zur Verfügung gestellt hatte, konnte der Bau der neuen Synagoge begonnen werden. Die neue Synagoge wurde nach Abbruch der alten an gleicher Stelle errichtet. Die Einweihung erfolgte vom 9. bis 11. August 1901. Im Synagogengebäude waren neben einem Betraum mit Empore auch die Schule und eine Lehrerwohnung untergebracht.
Anfang 1938 beschloss die jüdische Gemeinde nach Wegzug der meisten Gemeindeglieder ihre Auflösung und den Verkauf der Synagoge an die bürgerliche Gemeinde. Beim Novemberpogrom 1938 wurde dennoch die Inneneinrichtung völlig zerstört. Im Zweiten Weltkrieg wurde das Gebäude als Unterkunft für Kriegsgefangene genutzt.
Nach 1945 diente das Synagogengebäude unterschiedlichen Zwecken. Einige Zeit befand sich das Bürgermeisterbüro in der ehemaligen Synagoge. In den 1950er Jahren war ein Teil der Schule hier untergebracht. Zeitweise war es Lager für einen Lebensmittelladen und danach Sitz einer Lederwarenfabrik. 1978 kam das Synagogengebäude in Privatbesitz und wurde in den folgenden Jahren von Grund auf restauriert. Von Mitte der 1980er-Jahre bis 2018 war in der ehemaligen Synagoge ein Psychotherapeutisches Institut und ein Tagungshaus untergebracht. Seit August 2018 wird das Haus rein privat von einer Familie ausschließlich zum Wohnen genutzt. 

## Beschreibung
Der zweigeschossige Eckbau steht an einer Straßengabelung mit großem Vorplatz. Er besteht aus Basaltbruchsteinen, die Mittel- und Ecklisenen, die Fensterrahmungen sowie das Portal sind aus rotem Sandstein ausgeführt. Das bis heute im ursprünglichen Zustand erhaltene Gebäude wird von einem Satteldach gedeckt, das an der Rückseite einen kleinen Krüppelwalm besitzt. Das zum Teil unterkellerte Gebäude ist auf einem leicht aufsteigenden Sockel in Nordrichtung erbaut. An der Portalseite wird der Eingang über mehrere Stufen erreicht. Es handelt sich um einen eklektizistischen Bau mit romanischen und orientalischen Stilelementen. Unterhalb der Rundbogenfenster des Obergeschosses verläuft ein Kaffgesims. Die Rundbögen sitzen auf großen Kragsteinen und haben einen Schlussstein. Das arabisch-maurische Stilelement ist vor allem im kielbogenförmigen Kartuschenaufsatz des Portals zu sehen. Die Kartusche mit Karniesbogen bildet den Rahmen eines kleinen Rundfensters über dem Eingang. Auf der Höhe der Kapitelle der Ecklisenen befindet sich ein größeres Rundfenster, eine ehemalige Rosette. Auf der Spitze des portalseitigen Giebels standen die Gesetzestafeln. Der Giebel ist mit einem breiten Fries aus scheitrechten Bögen versehen.

## Zustand im Jahr 2017
In der Frankfurter Allgemeinen Zeitung vom 22. November 2017 wurde über den aktuellen Zustand der Synagoge und die Erinnerung der Dorfbewohner an ihre früheren Mitbewohner berichtet.